# Estisch voetbalelftal in 2010
Het Estisch voetbalelftal speelde in totaal dertien interlands in het jaar 2010, waaronder vier wedstrijden in de kwalificatiereeks voor de EK-eindronde 2012 in Polen en Oekraïne. De ploeg stond voor het derde jaar op rij onder leiding van bondscoach Tarmo Rüütli. Op de FIFA-wereldranglijst steeg Estland in 2010 van de 102de (januari 2010) naar de 82ste plaats (december 2010). Eén speler kwam in alle dertien duels in actie: middenvelder Aleksandr Dmitrijev.

## Balans
| Wedstrijden | Wedstrijden | Wedstrijden | Wedstrijden | Doelpunten | Doelpunten | Doelpunten | Punten |
| Gespeeld    | Winst       | Gelijk      | Verlies     | Voor       | Tegen      | Saldo      | Punten |
| ----------- | ----------- | ----------- | ----------- | ---------- | ---------- | ---------- | ------ |
| 13          | 3           | 4           | 6           | 13         | 18         | –5         | 0.769  |

## Interlands
|                                                              |                                                |       |               |                                                                                              |
| 3 maart Vriendschappelijk № 337 «onderlinge duels» 16:00 uur | Georgië                                        | 2 – 1 | Estland       | Boris Paitsjadzestadion, Tbilisi Toeschouwers: 40.000 Scheidsrechter: Veaceslav Banari (MDA) |
| 3 maart Vriendschappelijk № 337 «onderlinge duels» 16:00 uur | Levan Kobiasjvili 45' (pen.) David Siradze 90' |       | 83' Ats Purje | Boris Paitsjadzestadion, Tbilisi Toeschouwers: 40.000 Scheidsrechter: Veaceslav Banari (MDA) |

|                                                             |                                |       |         |                                                                               |
| 21 mei Vriendschappelijk № 338 «onderlinge duels» 17:00 uur | Estland                        | 2 – 0 | Finland | A. Le Coq Arena, Tallinn Toeschouwers: 5.650 Scheidsrechter: István Vad (HUN) |
| 21 mei Vriendschappelijk № 338 «onderlinge duels» 17:00 uur | Andres Oper 5' Sander Post 55' |       |         | A. Le Coq Arena, Tallinn Toeschouwers: 5.650 Scheidsrechter: István Vad (HUN) |

|                                                             |         |       |         |                                                                                     |
| 26 mei Vriendschappelijk № 339 «onderlinge duels» 19:30 uur | Estland | 0 – 0 | Kroatië | A. Le Coq Arena, Tallinn Toeschouwers: 4.800 Scheidsrechter: Michael Svendsen (DEN) |
| 26 mei Vriendschappelijk № 339 «onderlinge duels» 19:30 uur |         |       |         | A. Le Coq Arena, Tallinn Toeschouwers: 4.800 Scheidsrechter: Michael Svendsen (DEN) |

|                                                              |         |       |         |                                                                                                   |
| 19 juni Vriendschappelijk № 340 «onderlinge duels» 16:10 uur | Estland | 0 – 0 | Letland | S. Dariaus- en S. Girėnostadion, Kaunas Toeschouwers: 300 Scheidsrechter: Gediminas Mažeika (LTU) |
| 19 juni Vriendschappelijk № 340 «onderlinge duels» 16:10 uur |         |       |         | S. Dariaus- en S. Girėnostadion, Kaunas Toeschouwers: 300 Scheidsrechter: Gediminas Mažeika (LTU) |

|                                                              |         |                                                     |          |                                                                                                 |
| 20 juni Vriendschappelijk № 341 «onderlinge duels» 16:10 uur | Estland | 0 – 2                                               | Litouwen | S. Dariaus- en S. Girėnostadion, Kaunas Toeschouwers: 600 Scheidsrechter: Andrejs Sipailo (LAT) |
| 20 juni Vriendschappelijk № 341 «onderlinge duels» 16:10 uur |         | 31' (pen.) Mantas Savėnas 90+2' Artūras Rimkevičius |          | S. Dariaus- en S. Girėnostadion, Kaunas Toeschouwers: 600 Scheidsrechter: Andrejs Sipailo (LAT) |

|                                                                |                                      |       |                     |                                                                                     |
| 11 augustus EK-kwalificatie № 342 «onderlinge duels» 19:00 uur | Estland                              | 2 – 1 | Faeröer             | A. Le Coq Arena, Tallinn Toeschouwers: 5.470 Scheidsrechter: Ante Vučemilović (CRO) |
| 11 augustus EK-kwalificatie № 342 «onderlinge duels» 19:00 uur | Kaimar Saag 90+1' Raio Piiroja 90+3' |       | 28' Jóan Edmundsson | A. Le Coq Arena, Tallinn Toeschouwers: 5.470 Scheidsrechter: Ante Vučemilović (CRO) |

|                                                                |                   |       |                                          |                                                                                   |
| 3 september EK-kwalificatie № 343 «onderlinge duels» 19:30 uur | Estland           | 1 – 2 | Italië                                   | A. Le Coq Arena, Tallinn Toeschouwers: 9.000 Scheidsrechter: Carlos Velasco (ESP) |
| 3 september EK-kwalificatie № 343 «onderlinge duels» 19:30 uur | Sergei Zenjov 31' |       | 60' Antonio Cassano 63' Leonardo Bonucci | A. Le Coq Arena, Tallinn Toeschouwers: 9.000 Scheidsrechter: Carlos Velasco (ESP) |

|                                                                  |                                                                        |       |                                                                |                                                                              |
| 7 september Vriendschappelijk № 344 «onderlinge duels» 16:10 uur | Estland                                                                | 3 – 3 | Oezbekistan                                                    | A. Le Coq Arena, Tallinn Toeschouwers: 2.055 Scheidsrechter: Huw Jones (WAL) |
| 7 september Vriendschappelijk № 344 «onderlinge duels» 16:10 uur | Ats Purje 25' Konstantin Vassiljev 62' Konstantin Vassiljev 71' (pen.) |       | 40' Maksim Sjatskich 55' Aleksandr Geynrix 86' Shavkat Salomov | A. Le Coq Arena, Tallinn Toeschouwers: 2.055 Scheidsrechter: Huw Jones (WAL) |

|                                                              |                  |       |                                                                       |                                                                                        |
| 8 oktober EK-kwalificatie № 345 «onderlinge duels» 19:30 uur | Servië           | 1 – 3 | Estland                                                               | Stadion Partizan, Belgrado Toeschouwers: 14.000 Scheidsrechter: Maksim Layushkin (RUS) |
| 8 oktober EK-kwalificatie № 345 «onderlinge duels» 19:30 uur | Nikola Žigić 60' |       | 63' Tarmo Kink 73' Konstantin Vassiljev 90' (e.d.) Aleksandar Luković | Stadion Partizan, Belgrado Toeschouwers: 14.000 Scheidsrechter: Maksim Layushkin (RUS) |

|                                                               |         |                              |          |                                                                                   |
| 12 oktober EK-kwalificatie № 346 «onderlinge duels» 19:30 uur | Estland | 0 – 1                        | Slovenië | A. Le Coq Arena, Tallinn Toeschouwers: 5.722 Scheidsrechter: Tommy Skjerven (NOR) |
| 12 oktober EK-kwalificatie № 346 «onderlinge duels» 19:30 uur |         | 65' (e.d.) Andrei Sidorenkov |          | A. Le Coq Arena, Tallinn Toeschouwers: 5.722 Scheidsrechter: Tommy Skjerven (NOR) |

|                                                                  |                                 |       |                 |                                                                                      |
| 17 november Vriendschappelijk № 347 «onderlinge duels» 16:45 uur | Estland                         | 1 – 1 | Liechtenstein   | A. Le Coq Arena, Tallinn Toeschouwers: 1.909 Scheidsrechter: Aleksandr Gvardis (RUS) |
| 17 november Vriendschappelijk № 347 «onderlinge duels» 16:45 uur | Konstantin Vassiljev 57' (pen.) |       | 35' Mario Frick | A. Le Coq Arena, Tallinn Toeschouwers: 1.909 Scheidsrechter: Aleksandr Gvardis (RUS) |

|                                                                  |                                   |       |         |                                                                                     |
| 18 december Vriendschappelijk № 348 «onderlinge duels» 16:00 uur | China                             | 3 – 0 | Estland | Zhuhai Sports Center, Zhuhai Toeschouwers: 8.500 Scheidsrechter: Hyung-Jin Ko (KOR) |
| 18 december Vriendschappelijk № 348 «onderlinge duels» 16:00 uur | Wei Du 17' Hai Yu 20' Xu Yang 38' |       |         | Zhuhai Sports Center, Zhuhai Toeschouwers: 8.500 Scheidsrechter: Hyung-Jin Ko (KOR) |

|                                                                  |                                         |       |         |                                                                                    |
| 22 december Vriendschappelijk № 349 «onderlinge duels» 18:00 uur | Qatar                                   | 2 – 0 | Estland | Khalifa Stadion, Doha Toeschouwers: onbekend Scheidsrechter: Carlo Bertolini (SUI) |
| 22 december Vriendschappelijk № 349 «onderlinge duels» 18:00 uur | Sebastián Soria 37' Sebastián Soria 78' |       |         | Khalifa Stadion, Doha Toeschouwers: onbekend Scheidsrechter: Carlo Bertolini (SUI) |

## FIFA-wereldranglijst
| JAN | FEB | MAR | APR | MEI | JUN | JUL | AUG | SEP | OKT | NOV | DEC |
| --- | --- | --- | --- | --- | --- | --- | --- | --- | --- | --- | --- |
| 102 | 104 | 100 | 104 | 99  | 99  | 95  | 94  | 86  | 74  | 74  | 82  |

## Hõbepall
Sinds 1995 reiken Estische voetbaljournalisten, verenigd in de Eesti Jalgpalliajakirjanike Klubi, jaarlijks een prijs uit aan een speler van de nationale ploeg die het mooiste doelpunt maakt. In het zestiende jaar sinds de introductie van de ereprijs ging de Zilveren Bal (Hõbepall) naar middenvelder Tarmo Kink voor zijn treffer in het duel tegen Servië, gemaakt op 8 oktober.

## Statistieken
| Sergei Pareiko         | 1977-01-31 | Wisła Kraków          | 6  | 0 | 0 | 22  | 0  |
| Artur Kotenko          | 1981-08-20 | AEP Paphos            | 3  | 2 | 0 | 24  | 0  |
| Mihkel Aksalu          | 1984-11-07 | Mansfield Town        | 2  | 1 | 0 | 9   | 0  |
| Pavel Londak           | 1980-05-14 | Bucaspor              | 2  | 1 | 0 | 19  | 0  |
| Marko Meerits          | 1992-04-26 | Flora Tallinn         | 0  | 1 | 0 | 1   | 0  |
| Verdediging            |            |                       |    |   |   |     |    |
| Dmitri Kruglov         | 1984-05-24 | Inter Bakoe           | 8  | 2 | 0 |     |    |
| Raio Piiroja           | 1979-07-11 | Fredrikstad FK        | 7  | 0 | 1 | 99  | 8  |
| Taavi Rähn             | 1981-05-16 | Baltika Kaliningrad   | 6  | 1 | 0 |     |    |
| Tihhon Šišov           | 1983-02-11 | FK Khazar Lenkoran    | 5  | 1 | 0 |     |    |
| Enar Jääger            | 1984-11-18 | Aalesunds FK          | 5  | 0 | 0 | 74  | 0  |
| Alo Bärengrub          | 1984-02-12 | FK Bodø/Glimt         | 4  | 1 | 0 |     |    |
| Ragnar Klavan          | 1985-10-30 | AZ Alkmaar            | 4  | 0 | 0 | 66  | 1  |
| Andrei Stepanov        | 1979-03-16 | FK Khimki             | 4  | 0 | 0 | 82  | 1  |
| Igor Morozov           | 1989-05-27 | Dinamo Bucureşti      | 3  | 0 | 0 |     |    |
| Karl Palatu            | 1982-12-05 | Flora Tallinn         | 2  | 3 | 0 | 5   | 0  |
| Markus Jürgenson       | 1987-09-09 | Flora Tallinn         | 2  | 0 | 0 | 2   | 0  |
| Taijo Teniste          | 1988-01-31 | Levadia Tallinn       | 1  | 0 | 0 |     |    |
| Middenveld             |            |                       |    |   |   |     |    |
| Aleksandr Dmitrijev    | 1982-02-18 | Hønefoss BK           | 12 | 1 | 0 |     |    |
| Konstantin Vassiljev   | 1984-08-16 | NK Koper              | 10 | 1 | 4 | 38  | 7  |
| Sander Puri            | 1988-05-07 | Korona Kielce         | 8  | 2 | 0 |     |    |
| Tarmo Kink             | 1985-10-06 | Middlesbrough FC      | 7  | 1 | 1 |     |    |
| Martin Vunk            | 1984-08-21 | NS Famagusta          | 6  | 1 | 0 |     |    |
| Andrei Sidorenkov      | 1984-02-12 | Sønderjysk Elitesport | 6  | 0 | 0 |     |    |
| Gert Kams              | 1985-05-25 | Flora Tallinn         | 3  | 2 | 0 |     |    |
| Ats Purje              | 1985-08-03 | AEP Paphos            | 2  | 7 | 2 |     |    |
| Sergei Mošnikov        | 1988-01-07 | Flora Tallinn         | 1  | 3 | 0 |     |    |
| Siim Luts              | 1989-03-12 | Flora Tallinn         | 1  | 1 | 0 | 2   | 0  |
| Eino Puri              | 1988-05-07 | Levadia Tallinn       | 0  | 1 | 0 |     |    |
| Aanval                 |            |                       |    |   |   |     |    |
| Kaimar Saag            | 1988-08-05 | Silkeborg IF          | 4  | 5 | 1 |     |    |
| Andres Oper            | 1977-11-07 | AEK Larnaca           | 4  | 0 | 1 |     |    |
| Sander Post            | 1984-09-10 | Flora Tallinn         | 3  | 6 | 1 |     |    |
| Oliver Konsa           | 1985-03-04 | JK Nõmme Kalju        | 2  | 3 | 0 |     |    |
| Sergei Zenjov          | 1989-04-20 | Karpaty Lviv          | 2  | 2 | 1 |     |    |
| Alo Dupikov            | 1985-11-05 | Flora Tallinn         | 2  | 2 | 0 |     |    |
| Vladimir Voskoboinikov | 1983-02-02 | Neftçi Bakoe          | 2  | 1 | 0 |     |    |
| Rauno Alliku           | 1990-03-02 | Flora Tallinn         | 2  | 0 | 0 | 2   | 0  |
| Vjatšeslav Zahovaiko   | 1981-12-29 | União Leiria          | 1  | 0 | 0 |     |    |
| Indrek Zelinski        | 1974-11-13 | Eesti Koondis         | 1  | 0 | 0 | 103 | 27 |